# Lago Torbido
Il Lago Torbido è una piccola pozza stagionale dell'Appennino Modenese nel comune di Pievepelago, situata a 1650 metri sul livello del mare.

## Morfologia del lago e del territorio attorno
Il Lago Torbido è pieno solamente nei mesi primaverili, in contemporanea col disgelo, ma il panorama intorno al lago ha fatto sì che questo abbia acquisito un notevole interesse turistico.
Vicinissima vi è la vetta del Monte Rondinaio (1966 m s.l.m.), tra le maggiori dell'Alto Frignano dopo il Monte Cimone e il vicino Monte Giovo, che sfiora i 2000 metri. Vicina altresì, quasi incombente è la vetta del Monte Rondinaio Lombardo (1830 mslm), vicinissima sopra il vicino Lago Turchino, di quota circa 60 m più acclive.
Come detto a soli 300 metri, invece, c'è il Lago Turchino, con altri paesaggi molto suggestivi.
Peculiarità caratteristica del Torbido sono le rocce granitiche del fondale macchiate di nero, visibili durante il periodo estivo quando il lago si ritira ed è in secca.

### Posizione
Il Lago Torbido si trova:
- A 400 metri a piedi dal Lago Turchino.
- A 1 km a piedi dal Monte Rondinaio.
- A 2,1 km dal Lago Baccio.
- A 2,5 km a piedi dal Lago Santo, i rifugi Giovo e Cacciatore e dalla strada asfaltata per Tagliole e Pievepelago.
- A 3,5 km a piedi dal Monte Giovo.